# Tsarevets
O Palácio de Tsarevets (em búlgaro:  Царевец,Царевград Търнов) é um castelo real localizado na cidade de Veliko Tarnovo, uma Fortaleza medieval,em Turnovo - Segundo Estado búlgaro. Construído a partir do início do século XII.

## História
Na colina de Tsarevets, havia aldeias da Idade do Bronze (IV-II aC) e da Idade do Ferro (III-II aC). No morro encontram-se remanescentes de assentamentos romanos e trácios. A fortaleza búlgara tem três entradas. O complexo medieval incluiu mais:Salão do Trono, uma Igreja do Palácio,Patriarcado búlgaro,Casas de boyars e igrejas reais. A fortaleza foi capturada pelos turcos otomanos em 1393. No século XX, a restauração de Tsarevets começou.

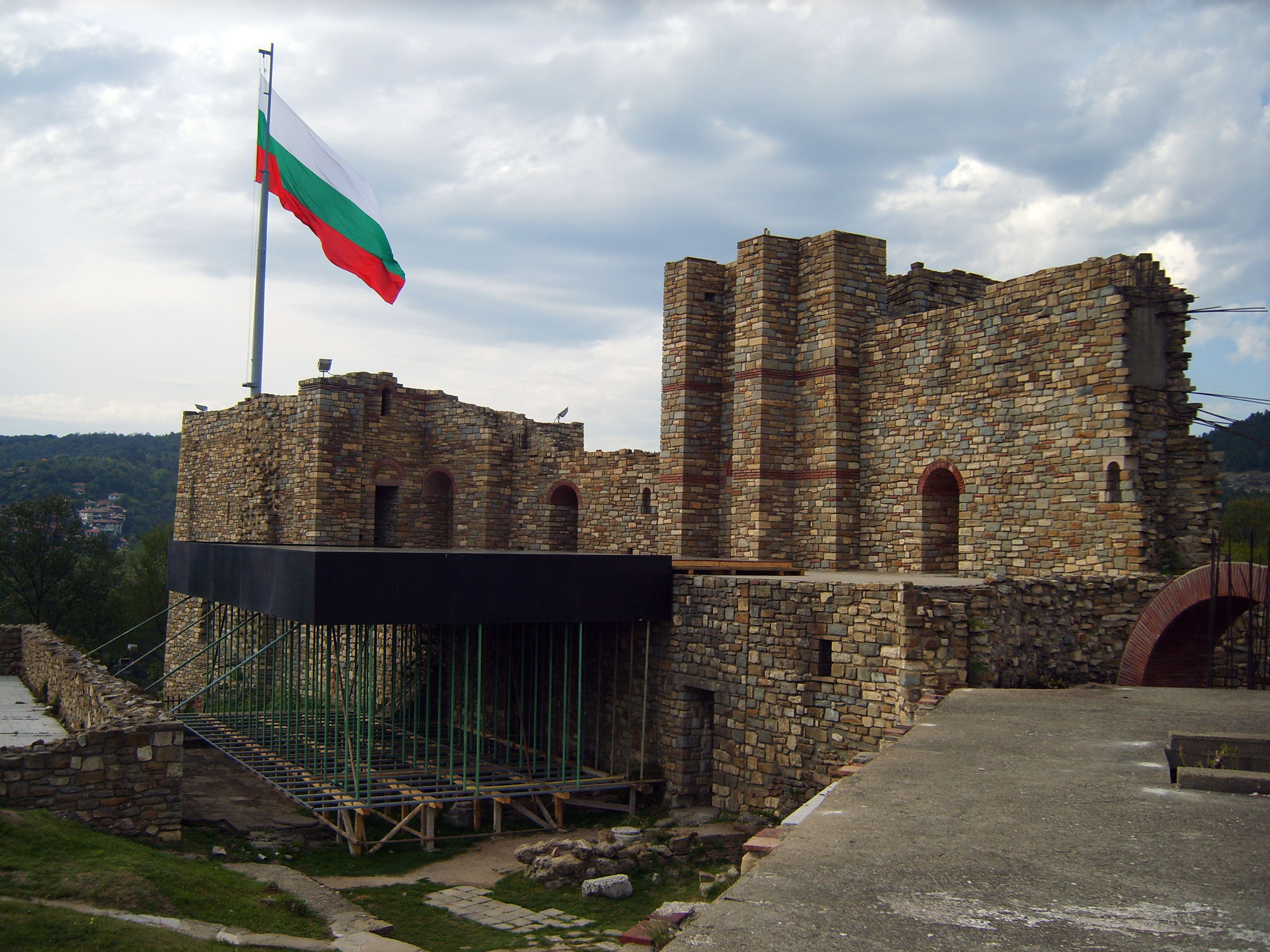
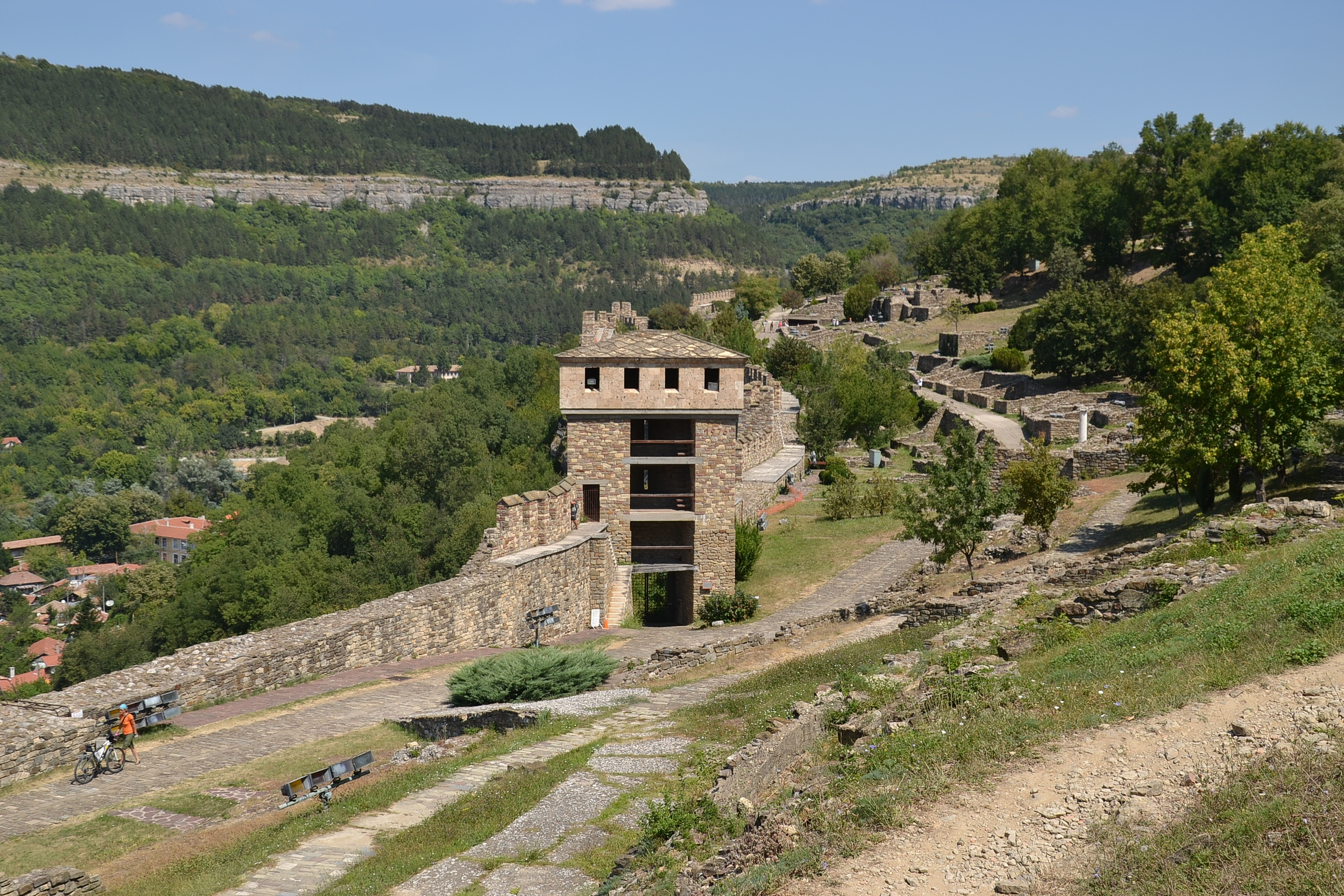
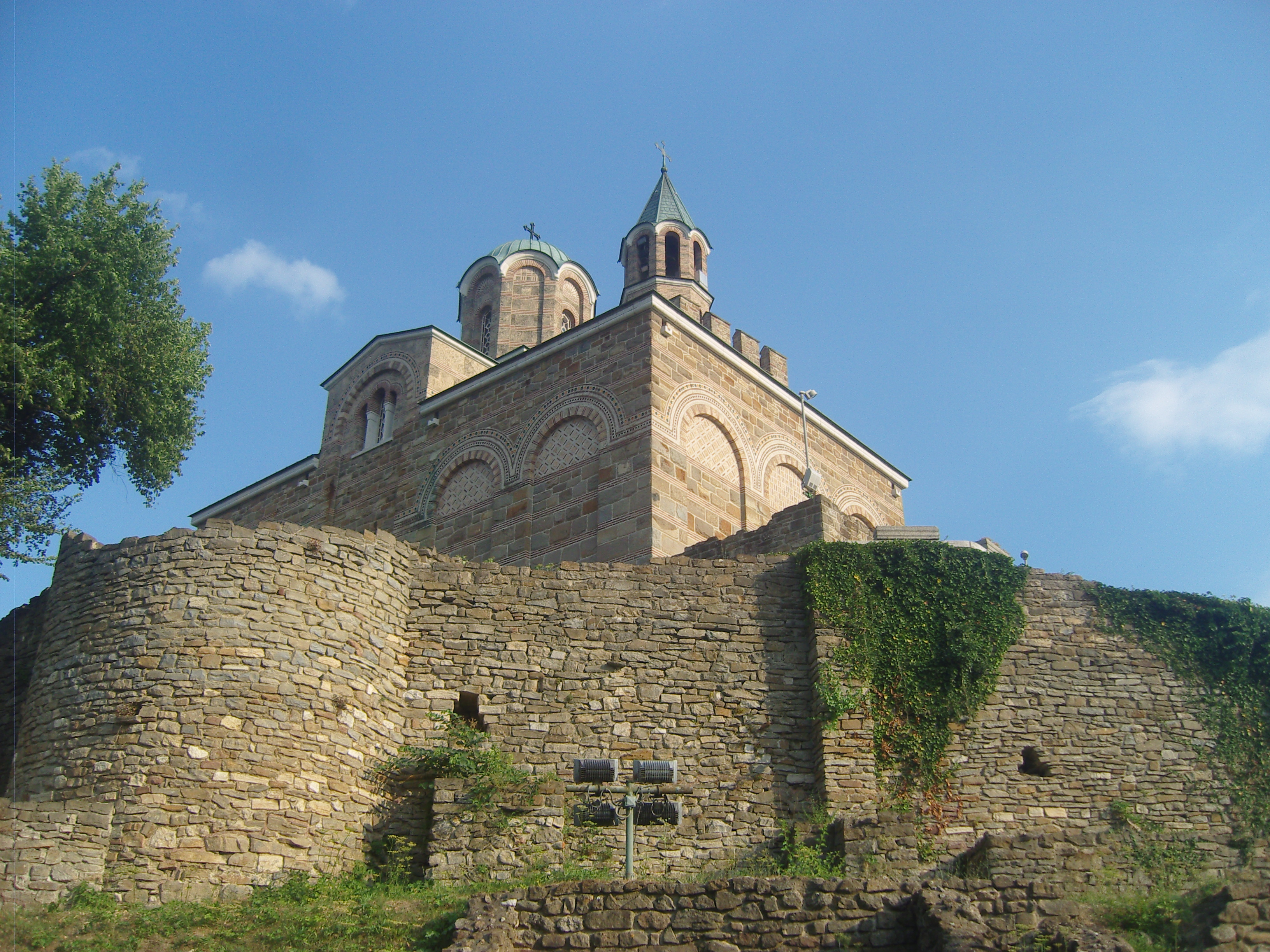
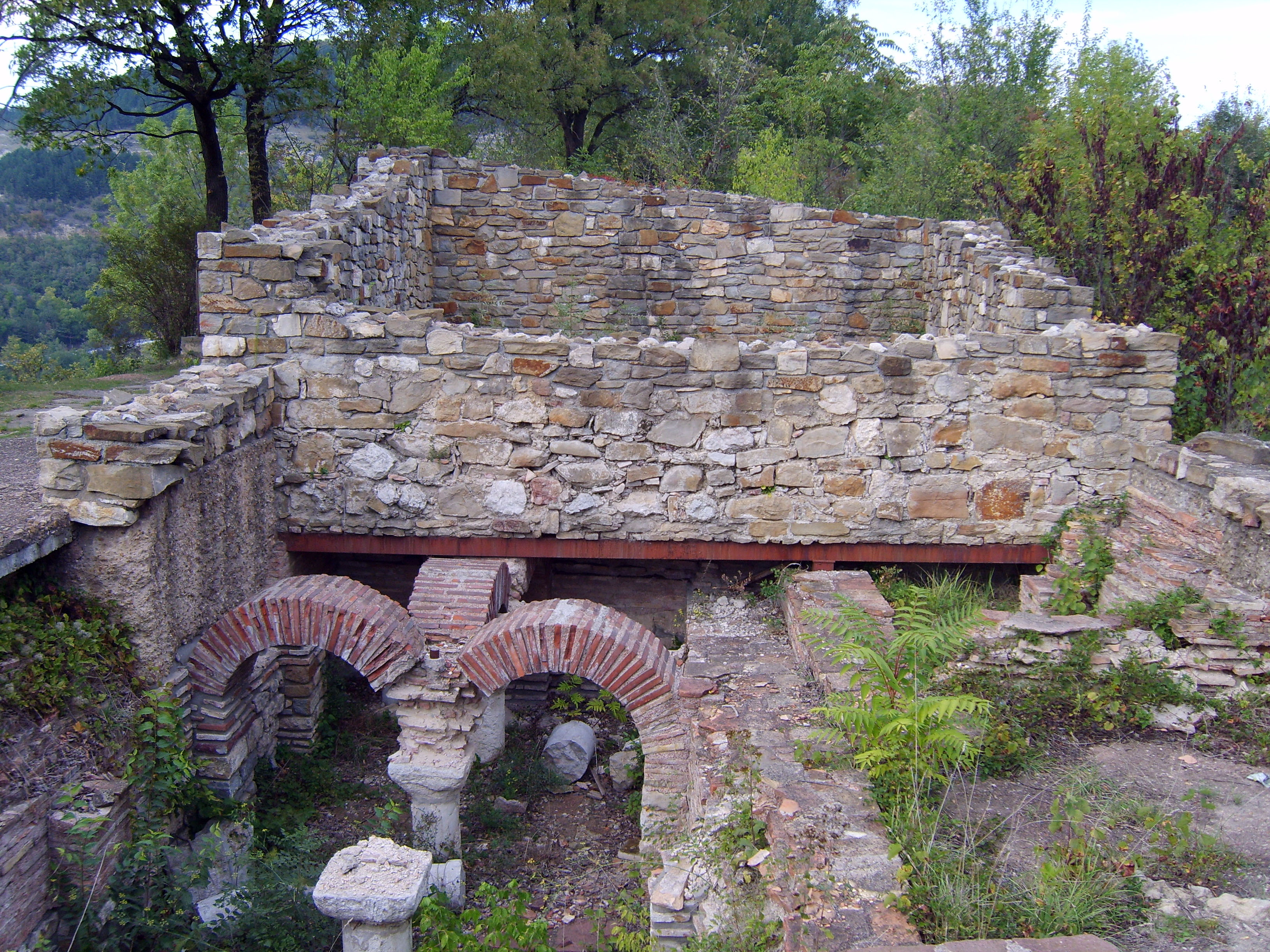
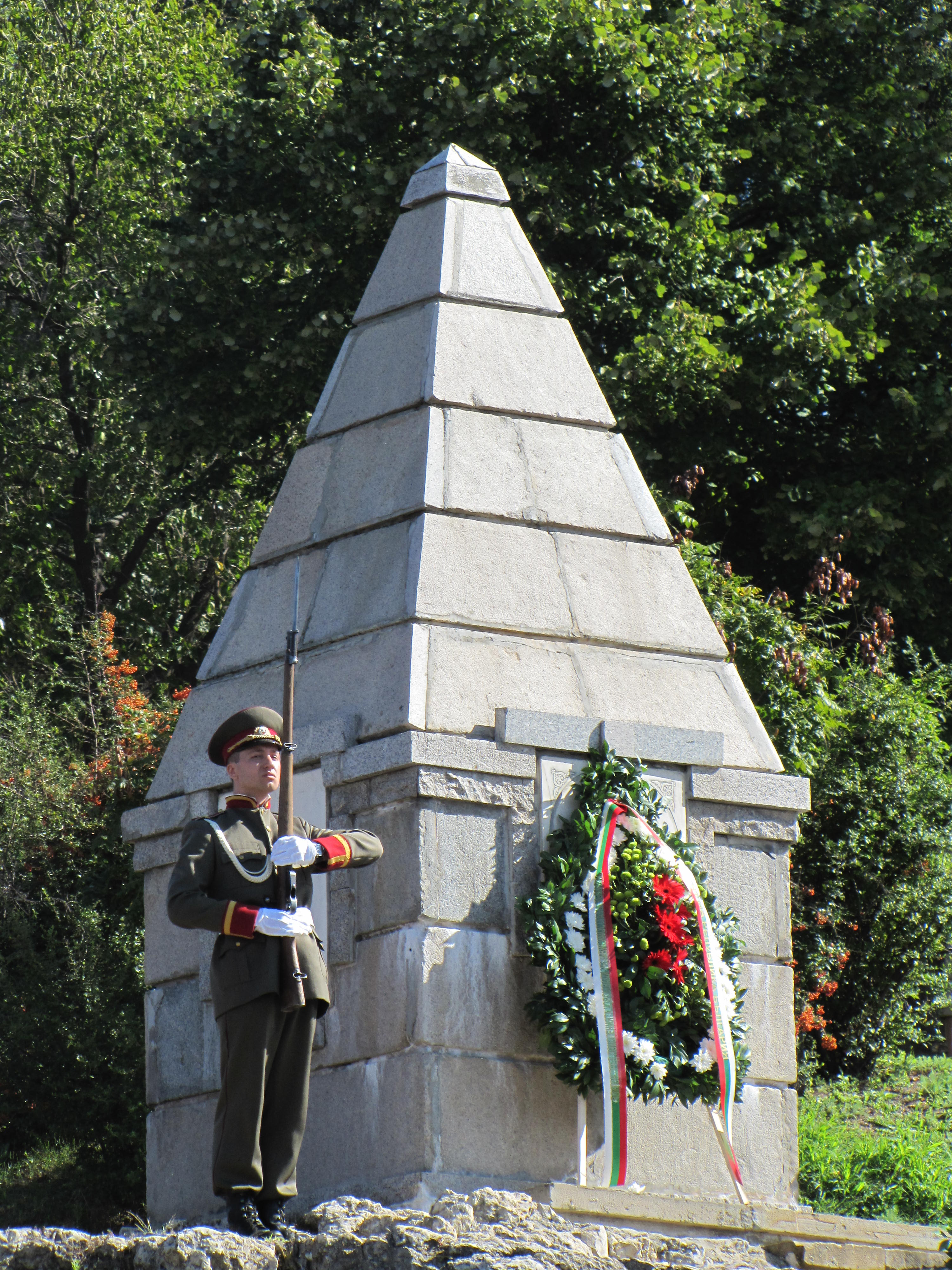
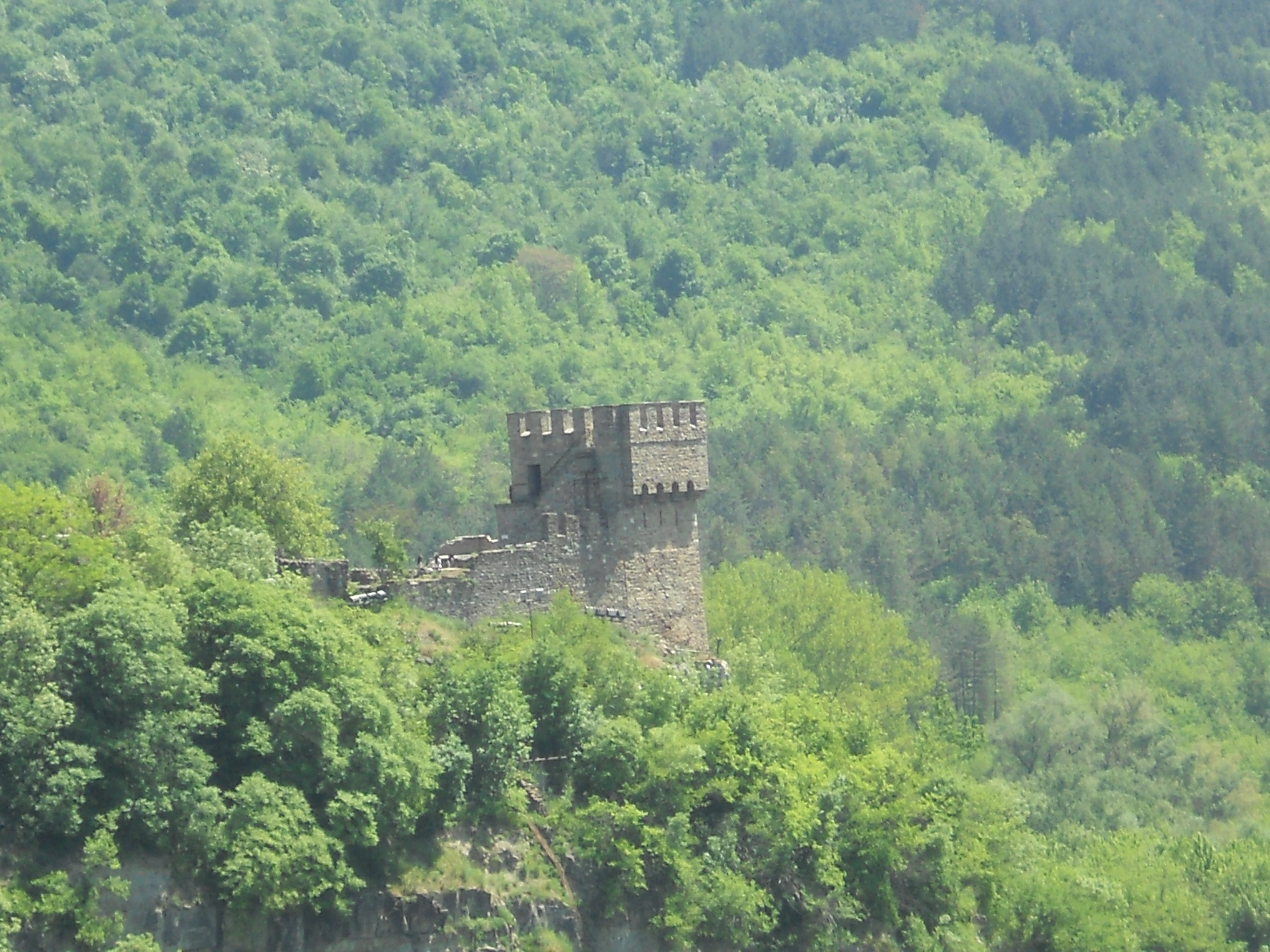